# Nunnedalen

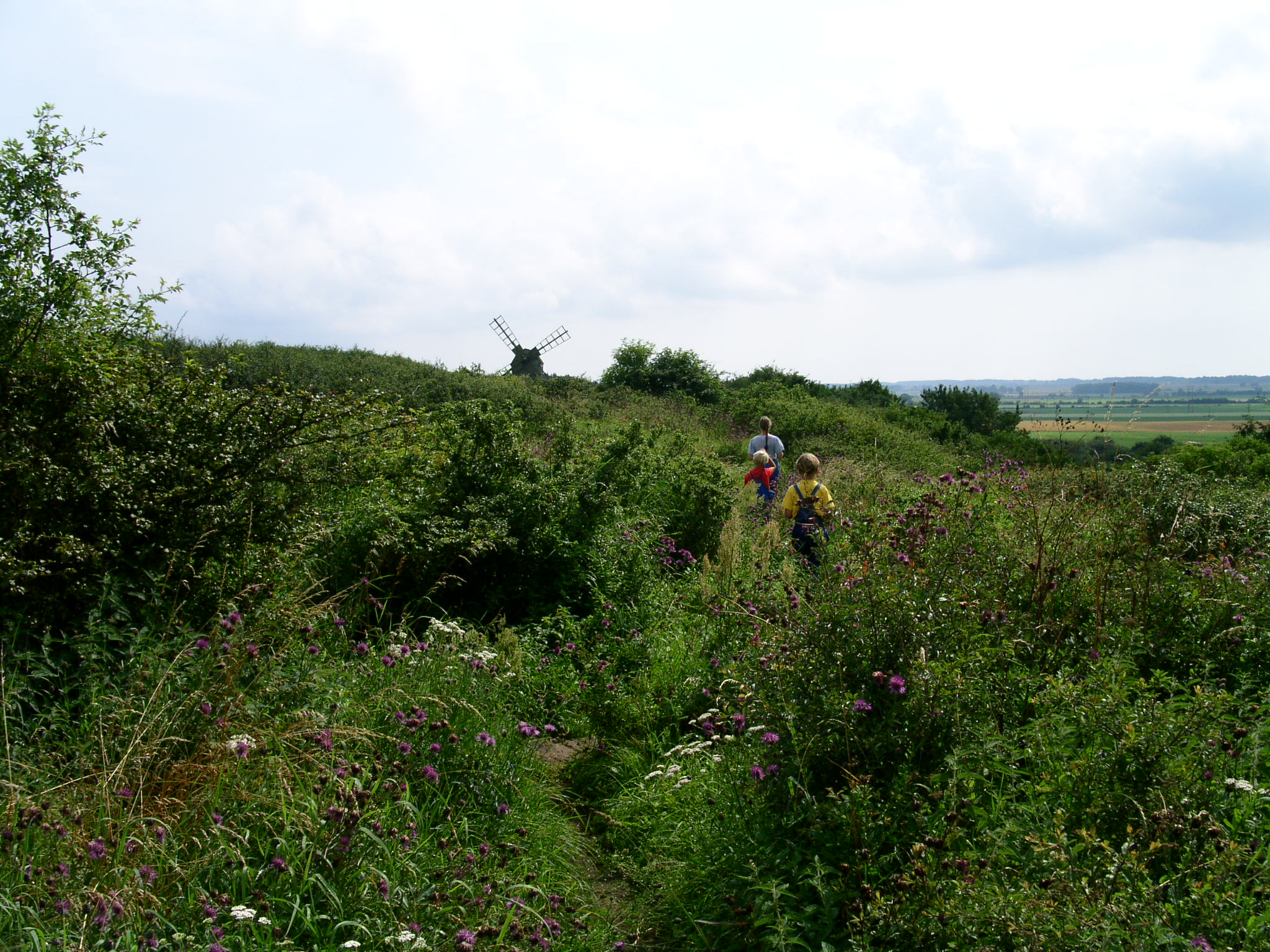
Nunnedalen, Landborgsleden. Bilden är tagen mot söder.

Nunnedalen är en vandringsled som går mellan Resmo och Lilla Vickleby på sydvästra Öland. 
Vandringsleden är belägen dels på, dels nedanför landborgskanten och har ömsom lövskog och mäktig blomsterprakt och ömsom vidsträckta utsikter. Den övre kallas Landborgsleden, den nedre Paradisstigen. Historien förtäljer att stigen under många århundraden har använts som gångväg mellan Resmo kyrka och Vickleby kyrka. Längs leden finns information om växtligheten och om stigens historia. Det finns också iordningställda rastplatser. 